# Edsborgs IP
Das Edsborgs IP (voller Name: Edsborgs Idrottsplats, deutsch Sportplatz Edsborg) ist ein Fußballstadion mit Leichtathletikanlage in der schwedischen Stadt Trollhättan, Västra Götalands län, im Westen des Landes. Es ist die Heimspielstätte des Fußballvereins FC Trollhättan, zudem wird es vom Leichtathletikverein Trollhättans FIK genutzt.

## Hintergrund
Der Edsborgs IP besitzt eine Leichtathletikanlage zur Ausübung diverser Disziplinen, dies beinhaltet insbesondere eine sechsbahnige Kunststoffbahn rund um das Spielfeld aus Naturrasen. Die Anlage umfasst neben dem eigentlichen Stadion zwei weitere Fußballplätze, jeweils einen mit Natur- und Kunstrasenbelag. Diese werden auch vom lokalen Fußballgymnasium genutzt.
Die Anlage hat eine Gesamtkapazität von 5.100 Zuschauern. Es verfügt über eine überdachte Haupttribüne und eine Gegentribüne, in den Kurven gibt es keine Aufbauten. Die größte Zuschauerzahl wurde im Mai 2006 mit 5.484 Zuschauern bei einem Spiel gegen Husqvarna FF (2:2) registriert.
Die Sportstätte liegt im Nordosten Trollhättans direkt neben der Europastraße 45 zwischen den Stadtteilen Hjulkvarn und Stavrelund, in der Nähe des Stadions halten verschiedene Buslinien.
Der 2001 aus einer Fusion entstandene FC Trollhättan trug von Anbeginn seine Ligaspiele in dem Stadion aus. Nach dem Aufstieg des Vereins in die Superettan Ende 2008 wurde bis zum Wiederabstieg am Ende der Spielzeit 2010 im Stadion Zweitligafußball gespielt. Zudem war die Sportstätte Austragungsort regionaler Leichtathletikmeisterschaften.

## Anlage
- Platz A: Der Hauptplatz hat einen Naturrasen mit den Maßen 105 × 65 m. Er ist mit einer Bewässerungsanlage und Flutlicht ausgestattet.
- Platz B: Das zweite Spielfeld misst 100 × 60 m und wird u. a. für das Training der Fußballhochschule der Gemeinde Trollhättan genutzt.
- Platz C: Das Spielfeld Nummer 3 aus Kunstrasen mit den Maßen 105 × 65 m. Er wird für Spiele und Training genutzt.
- Leichtathletikanlage: Die 400-m-Kunststoffbahn bietet sechs Spuren. Es gibt u. a. Anlagen für den Hindernislauf, Speerwurf, Stabhochsprung und den weiteren Wurfdisziplinen. Auf den anderen Rasenflächen können z. B. Behinderte Boccia spielen.[2]